# Steenwerck
 Steenwerck  (en neerlandés Steenwerk) es una población y comuna francesa, en la región de Norte-Paso de Calais, departamento de Norte, en el distrito de Dunkerque y cantón de Bailleul-Nord-Est.

## Demografía
| 3051 | 3172 | 2990 | 3084 | 3085 | 3263 |
| Para los censos de 1962 a 1999 la población legal corresponde a la población sin duplicidades (Fuente: INSEE [Consultar]) |      |      |      |      |      |